# Alice Cuts the Ice
Alice Cuts the Ice é um curta-metragem de animação estadunidense de 1926, lançado como parte da série Alice Comedies.